# Dreifaltigkeitssäule (Wien-Landstraße)

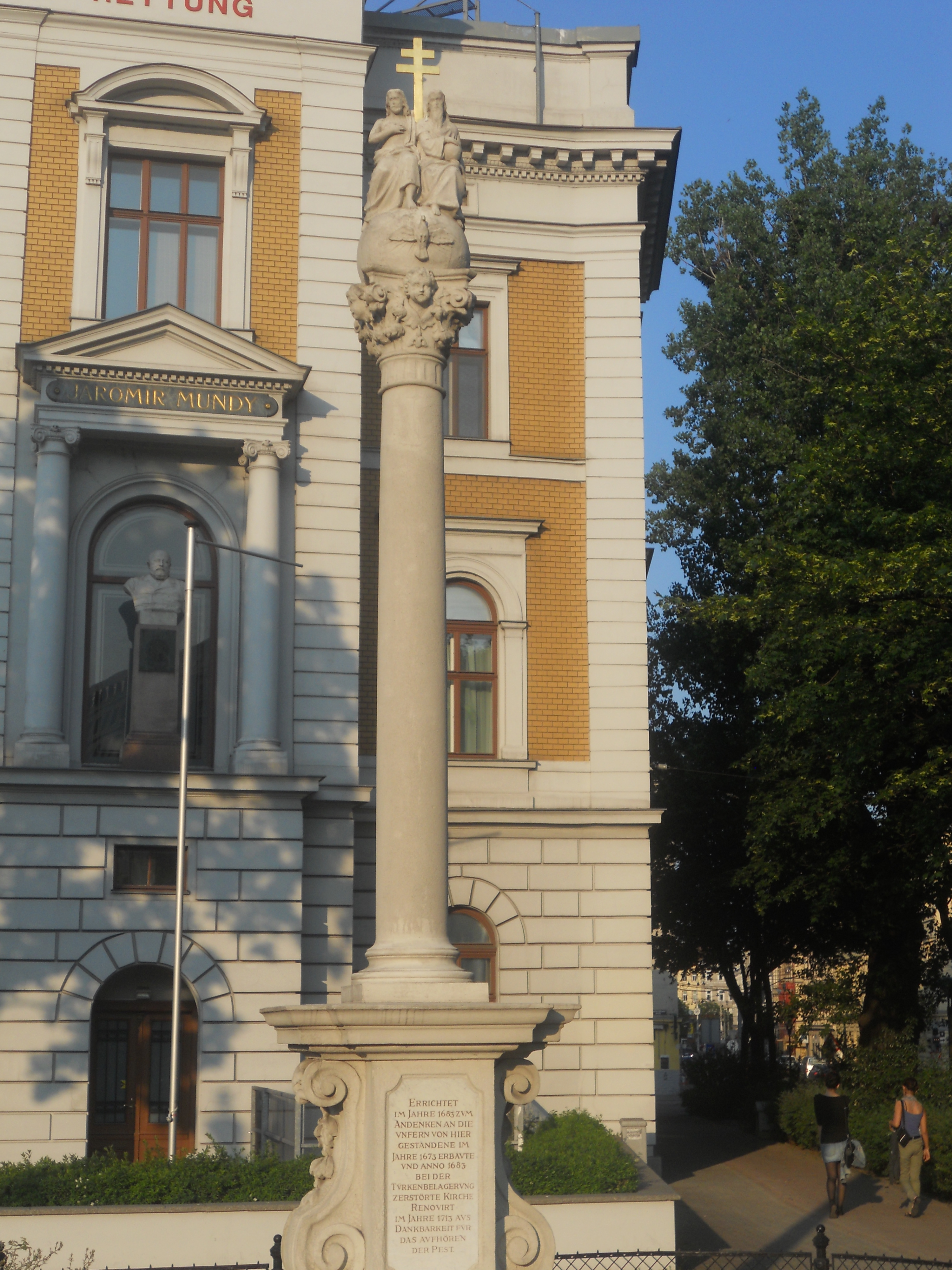
Gesamtansicht der Dreifaltigkeitssäule

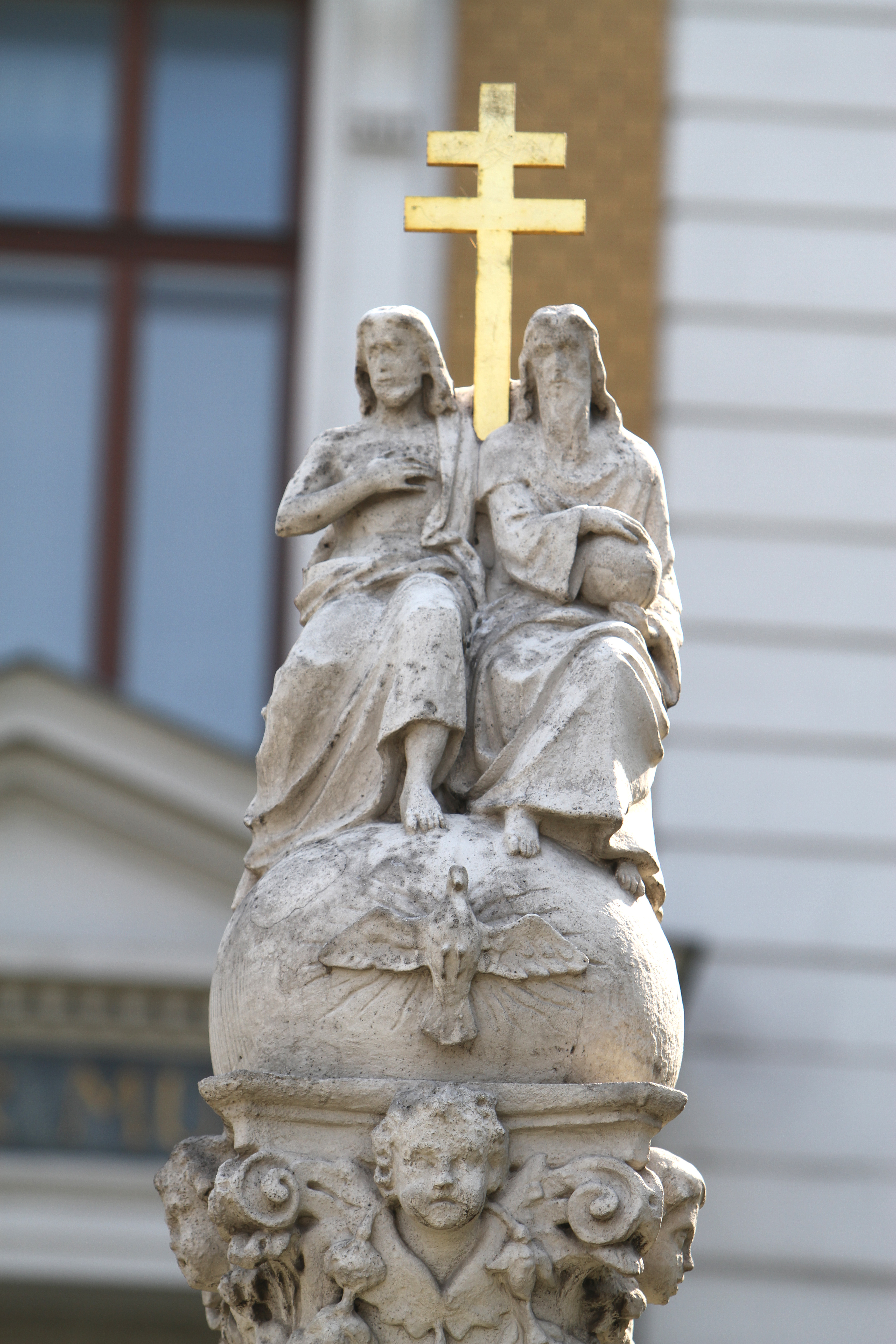
Detailansicht

Die Dreifaltigkeitssäule ist eine barocke Gedenksäule in Wien, die im Andenken an eine ehemalige Kapelle, die nicht weit entfernt stand, errichtet wurde. Die Säule steht vor der Zentrale der Berufsrettung Wien an der Ecke Radetzkystraße 1/Obere Weißgerberstraße im Weißgerberviertel des 3. Wiener Gemeindebezirks, Landstraße. Sie steht unter Denkmalschutz.

## Geschichte
Die Säule wurde im Jahr 1683, nach der Zweiten Wiener Türkenbelagerung, als Erinnerung an die während der Belagerung zerstörte Dreifaltigkeitskapelle am stadtseitigen Rand der Vorstadt Weißgerber errichtet. (Heutige Nachfolgerkirche ist die Pfarrkirche St. Othmar unter den Weißgerbern.) Im Jahr 1713 wurde sie aus Dankbarkeit für das Ende einer Pestepidemie renoviert.
Im Zuge des Baues der Radetzkybrücke über den Wienfluss wurde die Dreifaltigkeitssäule 1856 an ihren heutigen Standort versetzt. Sie wurde am 12. Oktober 1856 neu eingeweiht.
Die Geschichte lässt sich auch an der Inschrift auf der Tafel ablesen.
In den Jahren 1883, 1891, 1897 und 1903 wurde die Dreifaltigkeitssäule renoviert.

## Baubeschreibung
Das Denkmal besteht aus einem Sockel, einer Säule sowie einer Figurengruppe an der Spitze. Am Sockel sind auf beiden Seiten Voluten mit Kränzen.
Die Inschriftentafeln auf Vorder- und Rückseite entstanden erst nach dem Zweiten Weltkrieg. Auf der vorderen steht: Errichtet im Jahr 1683 zum Andenken an die unfern von hier gestandene, im Jahre 1673 errichtete und anno 1683 bei der Türkenbelagerung zerstörte Kirche. Renovirt im Jahre 1713 aus Dankbarkeit über das Aufhören der Pest.
Auf der Rückseite steht geschrieben: An diese Stelle versetzt aus Anlaß des Baues der Radetzkybrücke. Eingeweiht am zwölften Oktober 1856.
Die Säule, die wahrscheinlich auch aus neuerer Zeit stammt, trägt ein reich verziertes Kapitell mit Engelköpfen und Kränzen. Darüber ist eine die Erde symbolisierende Halbkugel. Auf ihr sind die Taube des Heiligen Geistes und die Gestalten Gottvaters und Jesu Christi dargestellt.